# Museum für mittelalterliche Rechtsgeschichte

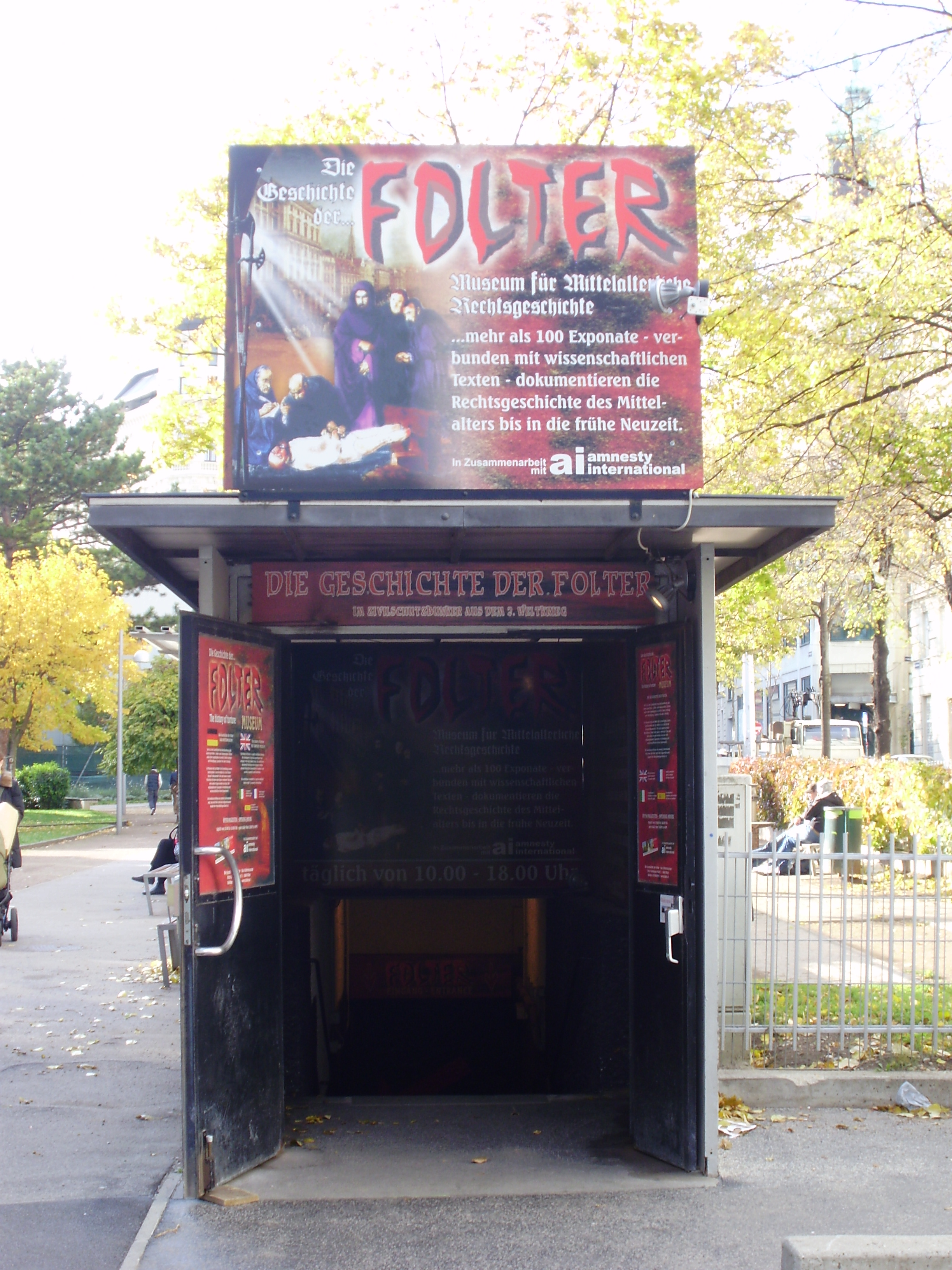
Eingang zum Museum

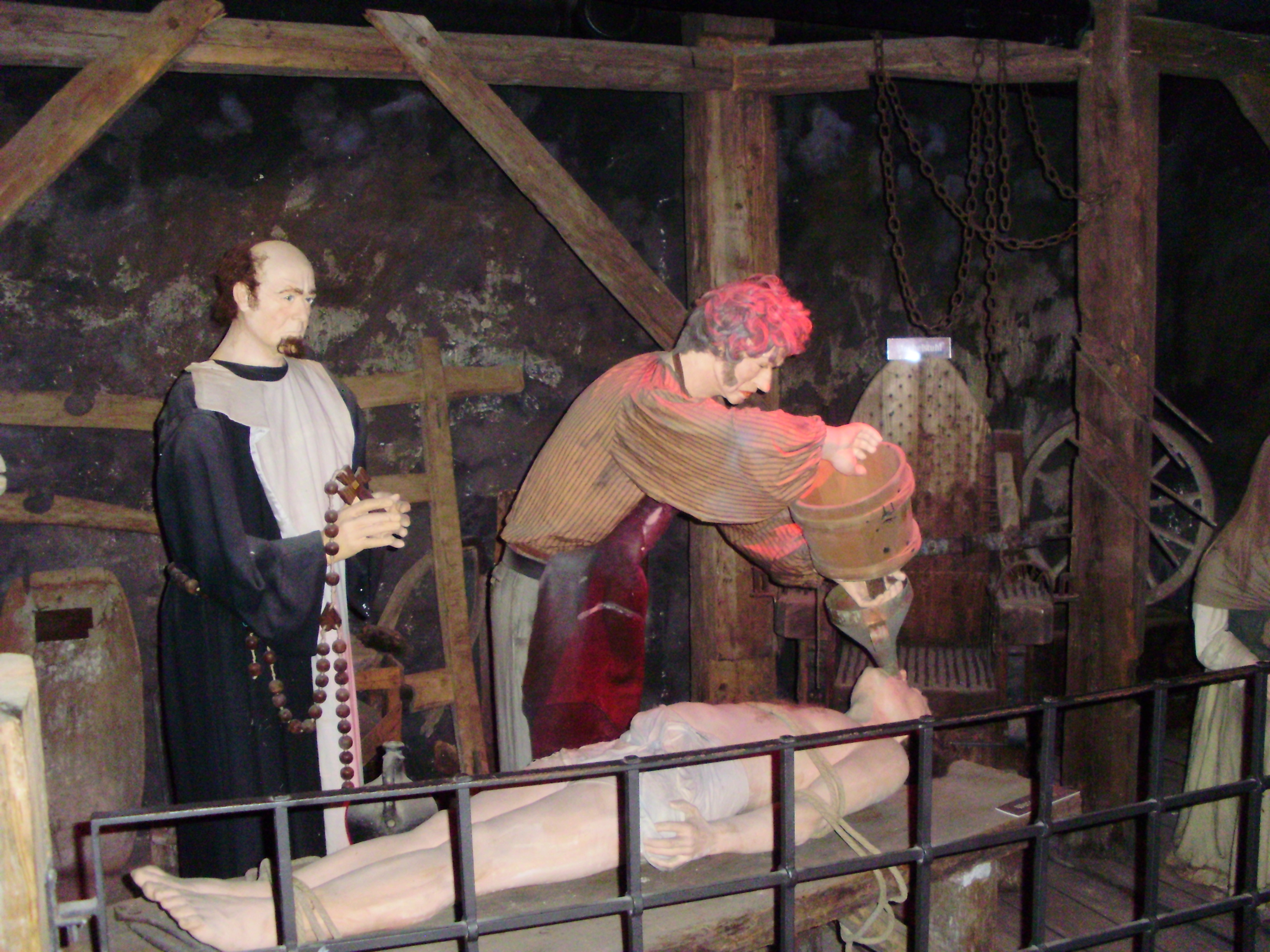
Ausstellungsexponat: Form des Waterboardings im Mittelalter

Das Museum für mittelalterliche Rechtsgeschichte (auch Foltermuseum) war ein Museum im 6. Wiener Gemeindebezirk Mariahilf. Es behandelte die Geschichte des europäischen Rechtswesens mit dem Schwerpunkt auf Foltermethoden des Mittelalters bis zur frühen Neuzeit. Im März 2023 wurde das Museum für mittelalterliche Rechtsgeschichte geschlossen. Mit Juni 2023 soll in die Räumlichkeiten ein Videospiel-Museum eröffnen.

## Ausstellung
Der Eingang des in unmittelbarer Nähe vom Haus des Meeres gelegenen Museums führte in einen Luftschutzbunker aus dem Zweiten Weltkrieg. Dort befanden sich etwa 100 originaltreue Exponate, welche sich auf einer Ausstellungsfläche von rund 800 m² ausdehnten. Dazu gehörten u. a. die Eiserne Jungfrau, eine Streckbank, der Pranger oder die Guillotine. Die einzelnen Geräte wurden überwiegend mit lebensgroßen Puppen dargestellt. Zudem gab es einen Raum, in dem die Simulation eines Bombardements durchgeführt wurde.
Außerdem bestand eine Sektion, welche in Zusammenarbeit mit Amnesty International entstanden ist und sich mit der Form von Folter und Verstößen gegen die Menschenrechte in der heutigen Zeit auseinandersetzte.